# Rheumaptera directaria
Rheumaptera directaria là một loài bướm đêm trong họ Geometridae.